# Mireia Borrás
Mireia Borrás Pabón (Madrid, 14 ottobre 1986) è una politica e imprenditrice spagnola, deputata per Vox al Congresso dei Deputati tra il 2019 e il 2023. Dal 2024 è europarlamentare per lo stesso partito.

## Biografia
Laureata in economia e giornalismo, ha proseguito gli studi con un master in finanza presso l'Università Carlos III di Madrid e un master in fashion business management, conseguiti grazie ad una borsa di studio del Centro Superior de Diseño de Madrid nel 2015. È stata consulente presso due delle Big Four (KPMG in Spagna e Ernst & Young a Londra), ha lavorato come consulente freelance su progetti di impatto sociale ed è fondatrice di due società legate alla tecnologia e alla sostenibilità. Borrás è anche azionista di GoiPlug, una società dedita alla produzione di batterie portatili ecologiche, dove detiene il 51% delle azioni del gruppo. Il suo impegno per la protezione dell'ambiente è stato spesso sottolineato dal fatto che potrebbe contradire la negazione sul cambiamento climatico sostenuta da Vox, ma Borras non ha rilasciato commenti a riguardo e ha partecipato solamente ad alcuni eventi di Vox. Ha presenziato alla Conferenza delle Nazioni Unite sui cambiamenti climatici del 2019, senza rilasciare dichiarazioni.
È stata eletta al Congresso dei Deputati dopo le elezioni generali in Spagna del novembre 2019 per Vox, in rappresentanza della circoscrizione elettorale di Madrid.